# Clermont-de-Beauregard
Clermont-de-Beauregard è un comune francese di 125 abitanti situato nel dipartimento della Dordogna nella regione della Nuova Aquitania.

## Società

### Evoluzione demografica
Abitanti censiti